# MarJon Beauchamp
MarJon Beauchamp (Yakima, 12 de outubro de 2000) é um jogador norte-americano de basquete profissional que atualmente joga no Milwaukee Bucks da National Basketball Association (NBA).
Ele jogou basquete universitário na Yakima Valley College e foi selecionado pelos Bucks como a 24º escolha geral no draft da NBA de 2022.

## Carreira no ensino médio
Entrando no ensino médio, Beauchamp mudou-se de sua cidade natal, Yakima, Washington, para Seattle para jogar basquete na Nathan Hale High School e enfrentar uma competição mais forte. Como calouro, ele era reserva de uma equipe que também tinha Michael Porter Jr. A escola terminou com um recorde de 29-0, ganhou o título estadual da Washington Interscholastic Activities Association e conquistou o primeiro lugar no ranking nacional da MaxPreps.
Em seu segundo ano, Beauchamp foi transferido para a Garfield High School em Seattle. Ele ganhou seu segundo título estadual consecutivo e ajudou Garfield a chegar às quartas de final no High School Nationals.
Para sua terceira temporada, Beauchamp foi transferido para a Rainier Beach High School em Seattle, alegando falta de motivação nas aulas e uma doença causada por mofo em sua casa durante seu tempo em Garfield. Depois de levar Rainier Beach aos títulos da liga e do distrito, ele foi eleito o MVP da Seattle 3A Metro League.
Para sua última temporada, Beauchamp foi transferido para a Dream City Christian School, uma escola em Glendale, Arizona, com um novo programa de basquete. Depois de terminar sua carreira no basquete do ensino médio, ele voltou para sua cidade natal, Yakima, para se formar na Eisenhower High School.

### Recrutamento
Após sua temporada de calouro, Beauchamp recebeu ofertas de quatro programas da Divisão I da NCAA. Ele foi classificado como um recruta consensual de quatro estrelas pelos principais serviços de recrutamento no final de sua carreira no ensino médio. Em 1º de agosto de 2019, ele anunciou que abriria mão do basquete universitário.
| Nome | Cidade Natal                           | Escola                    | Altura             | Peso           | Data |
| --- | -------------------------------------- | ------------------------- | ------------------ | -------------- | ---- |
| MarJon Beauchamp SF | Yakima, WA                             | Dream City Christian (AZ) | 6 ft 6 in (1.98 m) | 175 lb (79 kg) | —    |
| MarJon Beauchamp SF | Recrutamento: Rivals: 247Sports: ESPN: |                           |                    |                |      |
| Rankings: Rivals: 48º \| 247Sports: 34º \| ESPN: 44º |                                        |                           |                    |                |      |
| - Nota: Em muitos casos, Scout, Rivals, 247Sports e ESPN podem entrar em conflito em suas listas de altura e peso, nestes casos, a média foi obtida. - Fonte: |                                        |                           |                    |                |      |

## Carreira universitária
Após o ensino médio, Beauchamp treinou no Chameleon BX, um programa de treinamento com sede em San Francisco, para se preparar para o draft da NBA de 2021. Após mais de seis meses no programa, ele voltou a Washington devido à pandemia de COVID-19 e começou a reconsiderar suas opções de universidade.
Em março de 2021, Beauchamp se juntou ao time de basquete do Yakima Valley College em sua cidade natal, sendo atraído por sua amizade com os jogadores do time. Em sua estreia universitária em 20 de abril de 2021, Beauchamp teve nove pontos e nove rebotes na derrota por 99-90 sobre Treasure Valley e sentiu limitações respiratórias persistentes. Em 1º de junho, ele registrou 50 pontos e 11 rebotes, o recorde de sua carreira, na derrota por 107–106 na prorrogação para Treasure Valley. Como calouro, Beauchamp teve médias de 30,7 pontos, 10,5 rebotes e 4,8 assistências em 12 jogos, liderando a Northwest Athletic Conference em pontuação.
Ele chamou a atenção da Washington, Washington State, Oregon, Texas Tech, Arkansas e LSU, mas optou por não frequentar uma universidade da Divisão I devido a preocupações sobre seu status de amador.

## Carreira profissional

### NBA G League Ignite (2021–2022)
Em 23 de setembro de 2021, Beauchamp assinou com o G League Ignite da G-League. Em 12 jogos, ele teve médias de 15,1 pontos, 7,3 rebotes e 2,3 assistências.

### Milwaukee Bucks (2022–Presente)
Em 23 de junho de 2022, ele foi selecionado pelo Milwaukee Bucks como a 24º escolha geral no draft da NBA de 2022. Em 7 de julho de 2022, Beauchamp assinou um contrato de 4 anos e US$12.6 milhões com os Bucks.
Em 9 de novembro, Beauchamp registrou 19 pontos e 8 rebotes durante uma vitória por 136-132 sobre o Oklahoma City Thunder. Em 14 de novembro, ele marcou 20 pontos durante uma derrota por 121–106 para o Atlanta Hawks.
Em 24 de janeiro de 2024, jogando pelo time afiliado do Milwaukee Bucks na G-League, Wisconsin Herd, Beauchamp marcou 36 pontos na vitória por 120-107 contra o Birmingham Squadron.

## Estatísticas da carreira

### NBA

#### Temporada regular
| Ano      | Equipe    | PJ  | PT | MPJ  | AP   | 3P   | LL   | RT  | AS | BR | TO | PPJ |
| -------- | --------- | --- | -- | ---- | ---- | ---- | ---- | --- | -- | -- | -- | --- |
| 2022–23  | Milwaukee | 52  | 11 | 13.5 | .395 | .331 | .730 | 2.2 | .7 | .4 | .1 | 5.1 |
| 2023–24  | Milwaukee | 48  | 1  | 12.7 | .488 | .400 | .679 | 2.1 | .6 | .3 | .1 | 4.4 |
| Carreira | Carreira  | 100 | 12 | 13.1 | .441 | .365 | .704 | 2.1 | .6 | .3 | .1 | 4.7 |

#### Playoffs
| Ano      | Equipe    | PJ | PT | MPJ | AP   | 3P    | LL   | RT | AS | BR | TO | PPJ |
| -------- | --------- | -- | -- | --- | ---- | ----- | ---- | -- | -- | -- | -- | --- |
| 2023     | Milwaukee | 2  | 0  | 2.6 | .667 | 1.000 | —    | .5 | .0 | .0 | .0 | 2.5 |
| 2024     | Milwaukee | 4  | 0  | 2.4 | .250 | .000  | .500 | .3 | .5 | .0 | .0 | .8  |
| Carreira | Carreira  | 6  | 0  | 2.5 | .458 | .500  | .500 | .4 | .2 | .0 | .0 | 1.6 |

### G-League
| Ano     | Equipe | PJ | PT | MPJ  | AP   | 3P   | LL   | RT  | AS  | BR  | TO  | PPJ  |
| ------- | ------ | -- | -- | ---- | ---- | ---- | ---- | --- | --- | --- | --- | ---- |
| 2021-22 | Ignite | 12 | 11 | 36.6 | .571 | .242 | .650 | 7.3 | 2.5 | 1.6 | 0.6 | 15.1 |

### Universidade
| Ano     | Equipe        | PJ | PT | MPJ  | AP   | 3P   | LL   | RT   | AS  | BR  | TO  | PPJ  |
| ------- | ------------- | -- | -- | ---- | ---- | ---- | ---- | ---- | --- | --- | --- | ---- |
| 2020-21 | Yakima Valley | 12 | 10 | 36.4 | .525 | .398 | .768 | 10.5 | 4.8 | 1.3 | 1.1 | 30.7 |

## Prêmios e Homenagens
NBA
- Campeão da Copa da NBA: 2024

## Vida pessoal
O pai de Beauchamp, Jon, jogou basquete universitário no Eastern Washington e no Highline College. Jon é uma ex-personalidade do rádio e trabalha em relações com clientes em Bellevue, Washington. Beauchamp é descendente de nativos americanos, dos Mission Indians e La Jolla Band dos índios Luiseño. Ele é neto de Henry Beauchamp, o primeiro prefeito afro-americano de Yakima.